# Gunnar Riebs
Gunnar Ilse Gustav Riebs (Leuven, 10 april 1960) is een Belgisch schrijver, muziekcriticus en animator van klassieke concerten.

## Levensloop
Gunnar Riebs is de zoon van Paul Riebs en Celine Bols en groeide op in 'Villa De Preter' te Aarschot, gebouwd op het einde van de 19de eeuw door griffier Ed. De Preter en is in eigendom van de familie Riebs sinds 1953.
Hij begon zijn loopbaan als leraar aan het Aartsbisschoppelijk Sint-Jozefscollege van Aarschot om in 1984 directeur-beheerder te worden van het Centrum Jozef Cardijn. 
Riebs kreeg zijn muziekopleiding aan de Stedelijke Muziekacademie van Tienen. Hij richtte op 15-jarige leeftijd het jeugdcomité op van Jeugd en Muziek Tienen. Als 18-jarige werd hij het jongste lid van de Vereniging van Vlaamse Letterkundigen na zijn debuut met de monografie over Jean De Middeleer. Verschillende gedichten van hem werden door Jean De Middeleer en Marinus de Jong getoonzet. Enkele jaren later was hij te gast bij Hélène du Sart de Bouland, beter bekend als gravin d'Hespel, op het 70ste Driekoningenkunstweekends. In die periode leerde Riebs prins Karel van België kennen en organiseerde mee de tentoonstellingen van de prins, onder meer te Tienen. De gewezen regent exposeerde onder de naam Karel van Vlaanderen. Deze persoonlijke contacten zijn de basis geweest, naast historisch onderzoek, van het boek 'Karel, Graaf van Vlaanderen, Prins van België, Regent van het Koninkrijk'

## Carrière
Vanaf 26 augustus 2003 is Riebs honorair consul en sinds 26 oktober 2017 honorair consul-generaal van de Slowaakse Republiek te Antwerpen. Sinds 2009 is hij raadsheer in sociale zaken in het arbeidshof van Antwerpen. Sinds 2006 was hij lekenrechter in handelszaken bij de rechtbank van koophandel van Antwerpen. Hij was ook rector bij de omstreden "European University" te Antwerpen, die werd opgedoekt nadat bleek dat er nepdiploma's werden uitgereikt.
In een reportagereeks van Humo over 't Scheldt wordt Gunnar Riebs genoemd als informant van een artikelreeks over Mia De Schamphelaere. Een eerder conflict uit de periode van zijn directeurschap aan het Centrum Jozef Cardijn zou hiervan aan de basis liggen. Volgens hetzelfde artikel zou Riebs de titel van ereconsul van Slowakije verkregen hebben via François-Xavier Nieberding. Het artikel beticht Riebs er ook van dat hij consulaire titels te koop aanbiedt.

## Rooms-katholieke kerk
Riebs onderhoudt contacten met het Vaticaan (hij was een van de weinig Belgische vrienden van paus Johannes Paulus II) en het Belgisch koninklijk huis. Hij was betrokken bij het Opus Dei.
In 2010 plaatste Le Soir Riebs op de 68e plaats van de invloedrijkste Belgen in de Katholieke Kerk net achter Rik Torfs en voor Wilfried Martens. In 2021 schonk Riebs een beeld van Antonius van Padua aan de katholieke kerk in Nieuwrode. Het was al jaren in het bezit van de familie.
Riebs leerde reeds als jonge twintiger monseigneur Hans Schwemmer kennen als nuntiatuursecretaris in Brussel. Hun vriendschap zou duren tot het onverwachte overlijden van Schwemmer in 2001. Riebs schreef daarover een ‘la Colonna, die Saüle Hans Schwemmer’, in Brücke und Hoffnung, verschenen in 2002 met onder andere bijdragen door staatspresident Johannes Rau van Duitsland en de kardinalen Angelo Sodano en Karl Lehmann. Schwemmer gaf Riebs ook de aanzet voor de aanvang van de publicatie van het boek Johannes XXIII, nederig, een zalig man in samenwerking met de privé-secretaris van de paus, Loris Capovilla.

## Onderscheidingen en lidmaatschappen
- Gunnar Riebs krijgt zilveren medaille[8]
- Grootkruis Heilige Militaire Constantijnse Orde van Sint-Joris (Napolitaanse tak)
- Commandeur Orde van Danilo
- Officier in de Kroonorde (België)
- Officier in de Orde van de Academische Palmen
- Ridder in de Orde van verdienste van de Poolse Republiek
- Ridder in de Italiaanse Orde van Verdienste
- Kruis Orde van Verdienste "Pro Merito Melitense"
- Erkentelijkheidsmedaille van Vlaams minister van Cultuur

- Gedelegeerde voor het Koninkrijk België van de ‘European Academy of Sciences and Arts '(Oostenrijk)
- Vice-gedelegeerde Heilige Militaire Constantijnse Orde van Sint-Joris (Napolitaanse tak)
- Afgevaardigde voor Vlaams-Brabant van de Vereniging van de Kroonorde en de Orde van Leopold II, Koninklijke vereniging onder de hoge bescherming van Zijne Majesteit de Koning der Belgen
- lid Koninklijk Instituut voor Internationale Betrekkingen
- lid Vereniging van Vlaamse Letterkundigen